# Juda de Ratisbonne
 (juillet 2025).
 (juillet 2025).
 (juillet 2025).
Juda de Ratisbonne, plus communément appelé Juda le Pieux (hébreu : רבי יהודה החסיד Rabbi Yehouda HaHassid) est un rabbin médiéval rhénan, né en 1150 à Spire et mort en 1217 à Ratisbonne. Il est la figure la plus importante du mouvement piétiste juif allemand.

## Biographie
Juda de Ratisbonne est né en 1158 à Spire, en Rhénanie-Palatinat. Il descend  d'une vieille famille de kabbalistes du nord de l'Italie installés en Allemagne. 
Son grand-père Kalonymus ben Isaac l'Ancien était érudit et parnas à Spire (mort en 1126). Son père Samuel, également appelé HeHasid « le Pieux », HaKadosh « le Saint » et HaNabi « le Prophète », était président d'un bet midrash à Spire, et de lui Juda, avec son frère Abraham, reçut son enseignement précoce. Samuel est mort alors que Juda était encore jeune. 
Vers 1195, il quitte Spire et s'installe à Ratisbonne à la suite d'un « accident » – très probablement une accusation de meurtre rituel le 13 février 1195 (voir par exemple Israel Yuval : Two Nations in Your Womb (2006) p. 171) et la persécution suivante subie par les Juifs de Spire.

## Œuvres
- Sefēr ha-Kabōd (Livre de la Gloire céleste)
- Sefer Ḥasidim (Livre des Pieux)